# Chelicorophium curvispinum
Chelicorophium curvispinum är en märlkräfta som först beskrevs av Georg Ossian Sars 1895.  Chelicorophium curvispinum är den enda arten i släktet Chelicorophium, och den ingår i familjen Corophidae. Arten är reproducerande i Sverige.